# Lousada
Lousada (lo(ou)'zadɐ) è un comune portoghese di 47 387 abitanti situato nel distretto di Porto.

## Società

### Evoluzione demografica
| Popolazione di Lousada (1801 – 2011) | Popolazione di Lousada (1801 – 2011) | Popolazione di Lousada (1801 – 2011) | Popolazione di Lousada (1801 – 2011) | Popolazione di Lousada (1801 – 2011) | Popolazione di Lousada (1801 – 2011) | Popolazione di Lousada (1801 – 2011) | Popolazione di Lousada (1801 – 2011) | Popolazione di Lousada (1801 – 2011) | Popolazione di Lousada (1801 – 2011) |
| ------------------------------------ | ------------------------------------ | ------------------------------------ | ------------------------------------ | ------------------------------------ | ------------------------------------ | ------------------------------------ | ------------------------------------ | ------------------------------------ | ------------------------------------ |
| 1801                                 | 1849                                 | 1900                                 | 1930                                 | 1960                                 | 1981                                 | 1991                                 | 2001                                 | 2004                                 | 2011                                 |
| 4412                                 | 10550                                | 16539                                | 19436                                | 27947                                | 37904                                | 42502                                | 44712                                | 46322                                | 47387                                |

## Suddivisioni amministrative
Dal 2013 il concelho (o município, nel senso di circoscrizione territoriale-amministrativa) di Lousada è suddiviso in 15 freguesias principali (letteralmente, parrocchie).

### Freguesias
1. Lousada (Santa Margarida): Cernadelo, Lousada (Santa Margarida), Lousada (São Miguel)
2. Cristelos : Cristelos, Boim, Ordem
3. Figueiras: Figueiras, Covas
4. Lustosa: Lustosa, Barrosas (Santo Estêvão)
5. Nespereira: Nespereira, Casais
6. Silvares: Silvares, Pias, Nogueira, Alvarenga
7. Aveleda
8. Caíde de Rei
9. Lodares
10. Macieira
11. Meinedo
12. Nevogilde
13. Sousela
14. Torno
15. Vilar do Torno e Alentém

## Amministrazione

### Gemellaggi
- Tulle,  Francia
- Errenteria,  Spagna
- Dueville,  Italia
- Schorndorf,  Germania
- Bury,  Regno Unito